# Steve Bannon
Stephen Kevin Bannon (Norfolk, 27 de novembre de 1953) és un empresari estatunidenc i ideòleg ultraconservador. Exdirector de Breitbart News, va ser estrateg en cap a la Casa Blanca durant els primers set mesos de mandat del president Donald Trump. L'estiu de 2020 fou detingut i acusat d'estafar un import de diversos milers de dòlars aprofitant una campanya de mecenatge per a la construcció del mur de Trump, una ampliació del mur fronterer EUA-Mèxic.

## Trajectòria
Durant set anys, entre finals de la dècada de 1970 i principis de la de 1980, Bannon va ser oficial a la Marina dels Estats Units d'Amèrica. Després de la seua carrera militar, va treballar a Goldman Sachs com a inversor, i en va marxar quan era vicepresident. El 1993 va ser director de recerca del projecte Biosphere 2. Durant la dècada de 1990, va esdevenir productor executiu de Hollywood, i va produir 18 pel·lícules entre el 1991 i el 2016. El 2007 va cofundar Breitbart News, un lloc web d'extrema dreta que el 2016 va descriure com "la plataforma per l'alt-right".
L'agost de 2016 Bannon fou nomenat director executiu de la campanya presidencial de Trump. Nomenat estrateg en cap a l'administració Trump, va deixar aquest lloc el 18 d'agost de 2017, i es va tornar a unir a Breitbart. Després de marxar de la Casa Blanca, Bannon es va oposar a l'establishment del Partit Republicà i va donar suport a candidats antisistema a les primàries del partit. Després que Roy Moore, a qui Bannon havia donat suport, perdés les eleccions al Senat a Alabama, es va qüestionar la seva reputació com a estrateg polític. El gener de 2018 Trump va renegar Bannon per comentaris crítics que van aparèixer al llibre Fire and Fury, i va abandonar Breitbart.
Després de deixar la Casa Blanca, Bannon va declarar la seva intenció d'esdevenir "la infraestructura, globalment, per un moviment populista global." Així, ha donat suport a diversos moviments polítics conservadors nacional-populistes d'arreu. Entre aquests, hi ha el Front Nacional a França, Vox a Espanya, Fidesz a Hongria, la Lliga Nord a Itàlia, els Germans d'Itàlia, Alternativa per Alemanya, els Demòcrates de Suècia, el Partit per la Llibertat neerlandès, el Partit Liberal d'Àustria, el Partit Popular Suís, el Partit de la Independència del Regne Unit, el Vlaams Belang flamenc, el Partit Popular belga, el Partit dels Finlandesos, el moviment identitari pan-europeu, l'Aliança dels Socialdemòcrates Independents de la República Sèrbia, la campanya presidencial de Jair Bolsonaro al Brasil i el Likkud israelià. Bannon creu que els moviments mencionats – juntament amb Shinzo Abe al Japó, Narendra Modi a l'Índia, Vladímir Putin a Rússia, Mohammad bin Salman a l'Aràbia Saudita, Xi Jinping a la Xina, Recep Tayyip Erdogan a Turquia i Donald Trump als Estats Units, com també líders similars a Egipte, les Filipines, Polònia i Corea del Sud – formen part d'un gir global cap al nacionalisme.

## Ideologia
Bannon s'ha autodescrit com a nacionalista econòmic, i dona suport a reduir la immigració, restringir el lliure comerç amb la Xina i Mèxic, i incrementar l'impost sobre la renda per aquells amb ingressos superiors als 5 milions de dòlars per any. Bannon és escèptic de l'intervencionisme militar i s'ha oposat a propostes per ampliar la implicació dels Estats Units a l'Afganistan, Síria, i Veneçuela. Bannon sovint ha estat descrit com a nacionalista blanc, si bé ell rebutja aquesta descripció.

## Detenció i càrrecs
El 20 d'agost de 2020 Bannon fou detingut a Nova York, acusat pel Departament de Justícia d'aquest estat federal d'haver emprat l'organització sense ànim de lucre que controlava, We Build the Wall, per encobrir centenars de milers de dòlars en les seves despeses personals a partir del milió de dòlars que aquesta entitat havia rebut.
Els fiscals federals novaiorquesos van sostenir que Bannon i altres tres detinguts haurien aprofitat aquesta ONG, que tenia com a finalitat donar suport econòmic per a la construcció del mur fronterer EUA-Mèxic, per a defraudar milers de donants en usos propis. Haurien creat factures i comptes falsos per a desviar diners de l'únic propòsit de la recaptació, que era la construcció del mur.
El 20 de gener de 2021, en un dels últims actes del President Donald Trump, Steve Bannon fou indultat, juntament amb 73 persones més.